# Macrobrachium hancocki
Espèce
Statut de conservation UICN

 LC  : Préoccupation mineure
Macrobrachium hancocki (Holthuis, 1950) est une espèce de crevettes d'eau douce dont la distribution s'étend sur le versant Pacifique depuis le Costa Rica jusqu'à la Colombie et aux îles Galápagos.

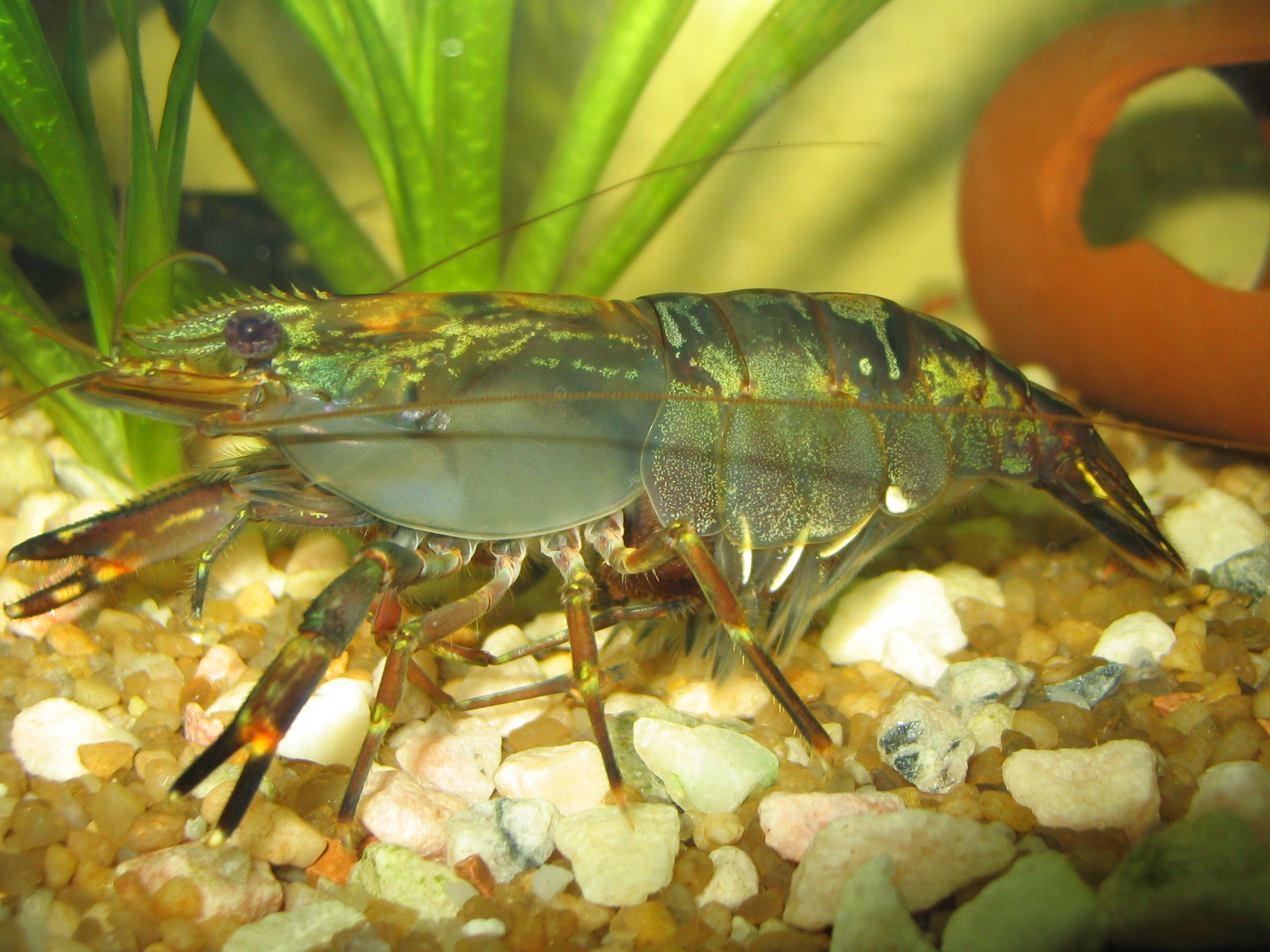
Individu femelle collectée jeune puis élevée dans un aquarium expérimental.